# Industrialnyj (Chabarowsk)
Industrialnyj (ros. Индустриальный) – rejon (ros. район) miasta Chabarowsk, położonego w Kraju Chabarowskim w Rosji. Znajduje się w południowej części miasta. Na północy graniczy z rejonem Centralnym, a na wschodzie z Żeleznodorożnym. Powierzchnia wynosi 80 km². Zamieszkany przez 221 923 osoby (2021).

## Podział administracyjny
Industrialnyj składa się z następujących mikrorejonów:
- Jużnyj
- Pierwyj
- Piataja płoszczadka
- Krasnaja Rieczka
- Ussurijskij
- Flegontowa
- Stroitiel